# United Hatzalah

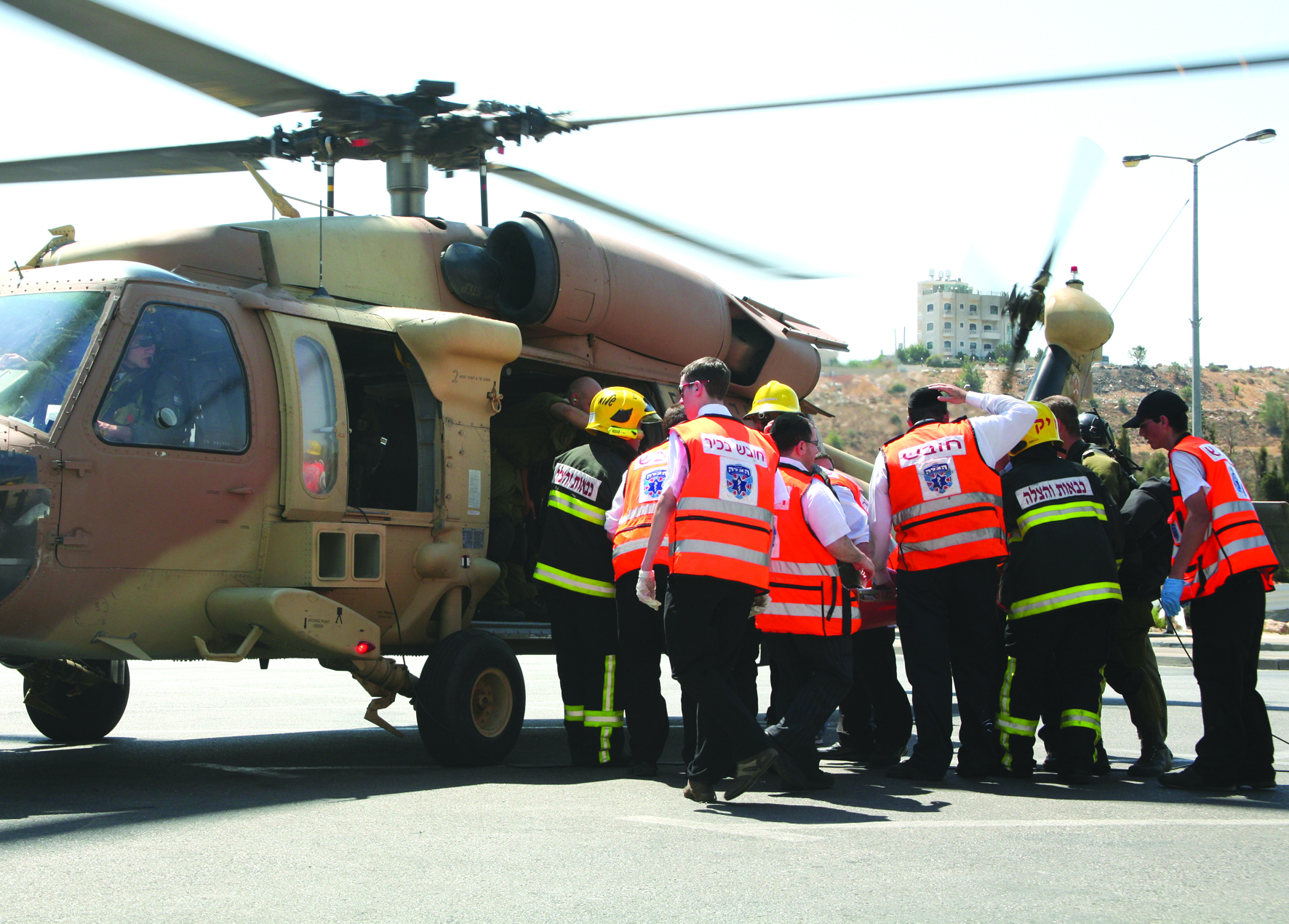
Helicòpter de recerca i rescat.

United Hatzalah (en hebreu: איחוד הצלה) (transliterat: Ichud Hatzalah) és un servei mèdic d'emergència voluntari (SEM) amb seu a Jerusalem. És una de les moltes organitzacions Hatzalah que hi ha en alguns països del món. Va ser fundada l'any 2006, i és la major organització sense ànim de lucre d'emergències, independent i voluntària, que té el seu àmbit d'actuació en l'estat d'Israel, amb més de 2.500 tècnics d'emergències mèdiques (TEM), paramèdics i metges dispersos per tot el país.

## Centre de Comandament
Des del seu centre de comandament, United Hatzalah fa servir una avançada tecnologia basada en el sistema de telefonia GPS per identificar els voluntaris més propers i els més qualificats, que estan prop d'una emergència i les rutes dels voluntaris, tot això a través d'una aplicació per a dispositius mòbils. Els quadres de voluntaris civils entrenats en tot Israel creen una xarxa de socorristes, cadascun d'ells està equipat amb motocicletes medicalitzades (anomenades ambucicles) capaces d'arribar fins a on estan les víctimes en pocs minuts. L'organització es finança exclusivament a través dels donatius i de l'ajuda benèfica.

## Contacte
Dins d'Israel, es pot contactar amb United Hatzalah a través d'un número directe d'emergència, el 1221. Tanmateix, la major part de la informació es rep directament a través dels serveis nacionals d'ambulàncies. United Hatzalah al seu torn alerta i es coordina amb les ambulàncies locals, els serveis de recerca i rescat, els equips d'extinció d'incendis, i la policia quan cal.

## Missió
La missió de United Hatzalah és proporcionar assistència mèdica per salvar vides durant el període crític entre l'inici d'una emergència i l'arribada de l'ambulància. Els seus serveis són gratuïts sense importar la raça, la religió, o l'origen ètnic del pacient. United Hatzalah ha estat assenyalat com una organització clau per a la seguretat nacional per part de les Forces de Defensa d'Israel (FDI). El centre de comandament de United Hatzalah funciona les 24 hores del dia, 7 dies a la setmana, i 365 dies a l'any. El seu objectiu últim és reduir el temps de resposta d'una mitjana nacional prèvia de 20 minuts fins als 90 segons, ja que aquest és un marge de temps crític per salvar una vida.